# Lya Luft
Lya Luft, nome completo Lya Fett Luft (Santa Cruz do Sul, 15 settembre 1938 – Porto Alegre, 30 dicembre 2021), è stata una scrittrice, traduttrice e linguista brasiliana. Fu collaboratrice mensile della rivista Veja e professoressa alla UFRGS.

## Biografia
Lya Fett, figlia dell'avvocato e giudice Arthur Germano Fett, nacque a Santa Cruz do Sul, città gaucha di colonizzazione tedesca.  La sua famiglia, essendo molto orgogliosa delle proprie origini germaniche, si considerava superiore ai brasiliani, sebbene fosse arrivata in Brasile nel 1825. Durante la sua giovinezza, Lya fu una ragazza molto disobbediente e ribelle: non le piaceva né cucinare né cucire e per questo fu mandata in un collegio per due mesi. Tuttavia già nei primi anni di vita era stata un'avida lettrice, e a undici anni recitava poemi di Goethe e Schiller.  Aveva un rapporto più naturale con il padre, un uomo colto e da lei idolatrato, che non con la madre. A diciannove anni si convertì al cattolicesimo, spaventando i genitori, entrambi luterani.
Nel 1959, Lya si trasferì a Porto Alegre, dove conseguì due lauree, la prima in Pedagogia e l'altra Lettere Anglo-Germaniche alla Pontifícia Universidade Católica do Rio Grande do Sul (PUCRS). Iniziò poi a lavorare come traduttrice di testi letterari in tedesco e inglese anche se in precedenza aveva già tradotto in portoghese più di cento libri di autori come Virginia Woolf, Rainer Maria Rilke, Hermann Hesse, Doris Lessing, Günter Grass, Botho Strauß e Thomas Mann.
Dal 1970 al 1982 fu docente di Linguistica alla Faculdade Porto-Alegrense (FAPA). Conseguì due lauree magistrali in Linguistica (1975, nella PUCRS) e in Letteratura Brasiliana (1978, nella Università federale del Rio Grande do Sul).
Lya Luft morì sul finire del 2021, per le complicazioni di un melanoma.

## Carriera letteraria
All'inizio del suo primo matrimonio, Lya Luft ha iniziato a scrivere poemetti, raccolti nel libro Canções de limiar (1964). Nel 1972, viene pubblicato il suo secondo libro di poemetti, intitolato Flauta doce. Quattro anni dopo ha scritto alcuni racconti , fatti poi pubblicare da un editore di Nova Fronteira, Pedro Paulo Sena Madureira, che li considerava "pubblicabili". Nel 1978, è stata lanciata la sua prima collana di racconti, Matéria do Cotidiano. Lo stesso editore di Nova Fronteira aveva consigliato a Lya di scrivere romanzi, ed è nato così As Parceiras, pubblicato nel 1980. L'anno seguente la scrittrice ha dato alle stampe A asa esquerda do anjo. Queste opere sono state influenzate dagli stati angosciosi manifestati da Lya dopo che ebbe un incidente automobilistico quasi mortale nel 1979.
Nel 1982 ha pubblicato Reunião de Família e, nel 1984, altre due opere: O Quarto Fechado e Mulher no Palco (la prima è stata lanciata negli Stati Uniti con il titolo The island of the Dead). Nel 1987 ha fatto uscire Exílio; nel 1989, invece il libro di poesie O Lado Fatal e nel 1996 O Rio do Meios, premiato come migliore opera di fiction di quell'anno.
Nel 2001 ha ricevuto il premio União Latina per la miglior traduzione tecnica e scientifica dell'opera Lete: Arte e crítica do esquecimento, di Harald Weinrich. Nel 2012 riceve il premio ABL nelle categorie fiction, romanzo, teatro e racconto per l'opera O tigre na sombra. In totale ha finora pubblicato 23 libri tra romanzi, raccolte di poesie, cronache, saggi e libri per bambini. I libri di Lya Luft vengono ancora tradotti in diverse lingue.

## Vita privata
Nel 1963, a venticinque anni, si sposò con Celso Pedro Luft, un membro dei Fratelli maristi delle scuole e diciannove anni più grande di lei. Si conobbero ad una prova d'esame a cui lei era arrivata in ritardo. La coppia ebbe tre figli: Susana (1965), André (1966-2017) e Eduardo (1969). André Luft morì per arresto cardiorespiratorio il 2 novembre 2017, a 51 anni, mentre faceva surf a Praia do Moçambique, a Florianópolis.
Nel 1985 si separò dal marito, senza però divorziare, per vivere con lo psicoanalista e scrittore Hélio Pellegrino, a Rio de Janeiro, conosciuto grazie a Nélida Piñon. Nel 1992, quattro anni dopo la morte di Pellegrino, Lya tornò a vivere con Celso Luft, rimase vedova nel 1995.

## Stile
(Lya Luft)

## Opere
- Canções de Limiar, 1964
- Flauta Doce, 1972
- Matéria do Cotidiano, 1978
- As Parceiras, 1980
- A Asa Esquerda do Anjo, 1981
- Reunião de Família, 1982
- O Quarto Fechado, 1984
- Mulher no Palco, 1984
- Exílio, 1987
- O Lado Fatal, 1989
- A Sentinela, 1994
- O Rio do Meio, 1996
- Secreta Mirada,1997
- O Ponto Cego, 1999
- Histórias do Tempo, 2000
- Mar de Dentro, 2000
- Perdas e Ganhos, 2003
- Histórias de Bruxa Boa, 2004
- Pensar é Transgredir, 2004
- Para não Dizer Adeus, 2005
- Em outras Palavras, 2006
- A Volta da Bruxa Boa, 2007
- O Silêncio dos Amantes, 2008
- Criança Pensa, 2009
- Múltipla Escolha, 2010
- A Riqueza do Mundo, 2011
- O Tigre Na Sombra, 2012
- O Tempo é um Rio que Corre, 2013
- Paisagem Brasileira, 2015
- A Casa Inventada, 2017